# Marcus Aurelius Olympius Nemesianus
Marcus Aurelius Olympius Nemesianus (konec 3. století) byl římský básník původem z afrického Kartága. Působil jako dvorský básník za vlády císařů Carina (283-5) a Numeriana (283-284), kterým věnoval své nejvýznamnější dílo - básnickou skladbu Cynegetica (O lovu).
Nemesianus napsal vícero delších skladeb didaktického charakteru. Kromě díla Cynegetica to byly ještě Halieutica (O rybolovu) a Nautica (O mořeplavbě). Ze všech třech skladeb se dochovalo pouhých 325 úvodních hexametrů z jeho lovecké básně, v kterých se objevuje typický básnický motiv, recusatio (odmítnutí), tedy vyznání, že básník není schopen větších básnických počinů, jako zmíněné dílo. Rukopis, v kterém se Nemesianova Cynegetica dochovala, původně školní pomůcka z 9. století, je s výjimkou úvodní části příliš poškozená, aby bylo možné rekonstruovat zbytek básně.
Nemesianovi se též připisují čtyři eklogy, původně spojené s Titem Calpurniem Siculem. Uvažuje se též o tom, že Laus Herculis (Chvála Herkula) připisovaná Claudianovi je též Nemesiánovým dílem.